# Trópusi gezerigó
A trópusi gezerigó (Mimus gilvus) a madarak (Aves) osztályának verébalakúak (Passeriformes) rendjébe, ezen belül a gezerigófélék (Mimidae) családjába tartozó faj.

## Rendszerezése
A fajt Louis Pierre Vieillot francia ornitológus írta le 1808-ban, a Turdus nembe Turdus gilvus néven.

## Alfajai
- Mimus gilvus antelius Oberholser, 1919
- Mimus gilvus antillarum Hellmayr & Seilern, 1915
- Mimus gilvus gilvus (Vieillot, 1808)
- Mimus gilvus gracilis Cabanis, 1850
- Mimus gilvus leucophaeus Ridgway, 1888
- Mimus gilvus magnirostris Cory, 1887
- Mimus gilvus melanopterus Lawrence, 1849
- Mimus gilvus rostratus Ridgway, 1884
- Mimus gilvus tobagensis Dalmas, 1900
- Mimus gilvus tolimensis Ridgway, 1904[2]

## Előfordulása
Mexikó déli részétől, Brazília északi részéig honos, beleértve Közép-Amerikát és a Karib-térséget is. Természetes élőhelyei a szubtrópusi és trópusi síkvidéki esőerdők, lombhullató erdők, szavannák és cserjések, valamint szántóföldek, vidéki kertek és másodlagos erdők. Állandó, nem vonuló faj.

## Megjelenése
Testhossza 26 centiméter, testtömege 88 gramm.
|  |

## Életmódja
Ízeltlábúakkal, apró gyümölcsökkel és bogyókkal táplálkozik.

## Természetvédelmi helyzete
Az elterjedési területe rendkívül nagy, egyedszáma pedig növekszik. A Természetvédelmi Világszövetség Vörös listáján nem fenyegetett fajként szerepel.